# NGC 6103
NGC 6103 (również PGC 57648 lub UGC 10302) – galaktyka spiralna (Sbc), znajdująca się w gwiazdozbiorze Korony Północnej. Odkrył ją William Herschel 27 maja 1791 roku. Jest zaliczana do radiogalaktyk.
W galaktyce tej zaobserwowano supernową SN 2012fj.